# Università Goethe di Francoforte
L'Università Goethe di Francoforte (in tedesco: Goethe-Universität, entro il 2008 Johann Wolfgang Goethe-Universität, anche Uni Frankfurt) è un ateneo a Francoforte sul Meno, Germania. Con 37 353 studenti, è il più grande ateneo dell'Assia. L'università ha 16 facoltà (Fachbereiche).

## Storia

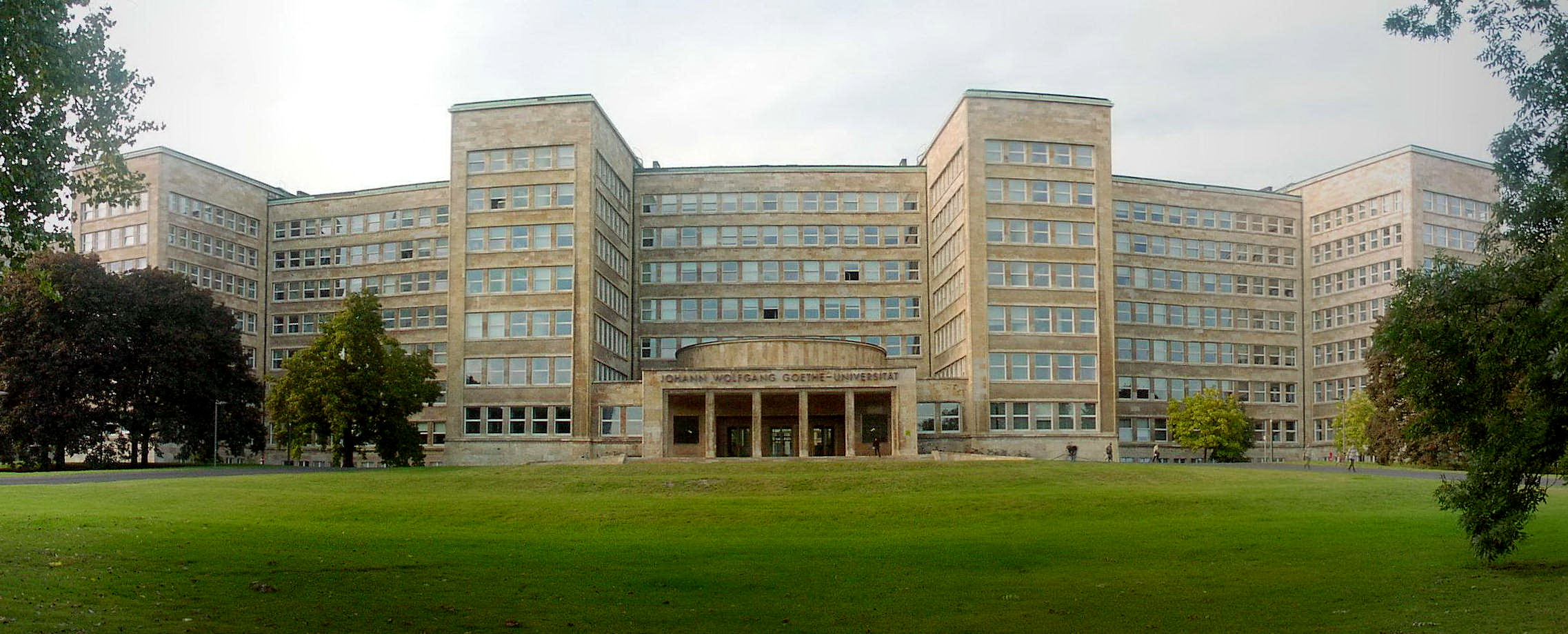
1928-31. Il palazzo IG Farben, sede dell'Università di Francoforte, progettata dall'architetto Hans Poelzig.

Durante il periodo nazista, quasi un terzo dei suoi accademici e molti dei suoi studenti sono stati espulsi dall'ateneo per motivi razziali o politici più che in qualsiasi altra università tedesca. Inoltre, ha svolto una parte importante delle rivolte studentesche tedesche del 1968.
L'Università di Francoforte è storicamente nota per l'Istituto per la Ricerca Sociale (fondato nel 1924), per la sede istituzionale della Scuola di Francoforte, una scuola importante per la filosofia e il pensiero sociale del XX secolo.
Negli ultimi anni, l'Università ha rivolto la sua attenzione soprattutto al diritto, alla storia e all'economia, come dimostrano la creazione di nuovi istituti come l'Istituto per il diritto e delle Finanze (ILF) e il Centro di Studi Finanziari (CFS). Una delle ambizioni dell'Università è quella di diventare leader in Germania per la finanza e l'economia, data la vicinanza della scuola ad uno dei centri finanziari europei. Per questo motivo, l'Università di Francoforte ha istituito un premio internazionale per la ricerca in economia finanziaria, il "Deutsche Bank Prize".